# Pegylis morio
Pegylis morio är en skalbaggsart som beskrevs av Blanchard 1851. Pegylis morio ingår i släktet Pegylis och familjen Melolonthidae. Inga underarter finns listade i Catalogue of Life.